# Wilhelm Beinhauer (Politiker, 1795)
Wilhelm Beinhauer (* 1795 in Neutitschein; † nach 1860 in Korneuburg) war ein österreichischer Jurist und Politiker.

## Leben
Beinhauer war ein Sohn des Tuchkaufmanns Johann Beinhauer. Von 1814 bis 1818 studierte er Rechtswissenschaft an der Universität Wien. Er war bei der Regierung in Niederösterreich, danach in Krems an der Donau und in Wiener Neustadt tätig. 1848 bis 1850 war er Regierungssekretär und Leiter des Kreisamts in Krems, von 1850 bis 1854 Bezirkshauptmann und von 1854 bis 1859 Vorsteher des Bezirksamtes in Korneuburg.

## Politik
Vom 18. Mai 1848 bis zum 18. August 1848 war er für den Wahlkreis Österreich unter der Enns in Waidhofen an der Thaya Abgeordneter der Frankfurter Nationalversammlung. Er war fraktionslos und stimmte überwiegend mit dem Rechten Zentrum, den gemäßigten Liberalen.